# Hubertova naučná stezka

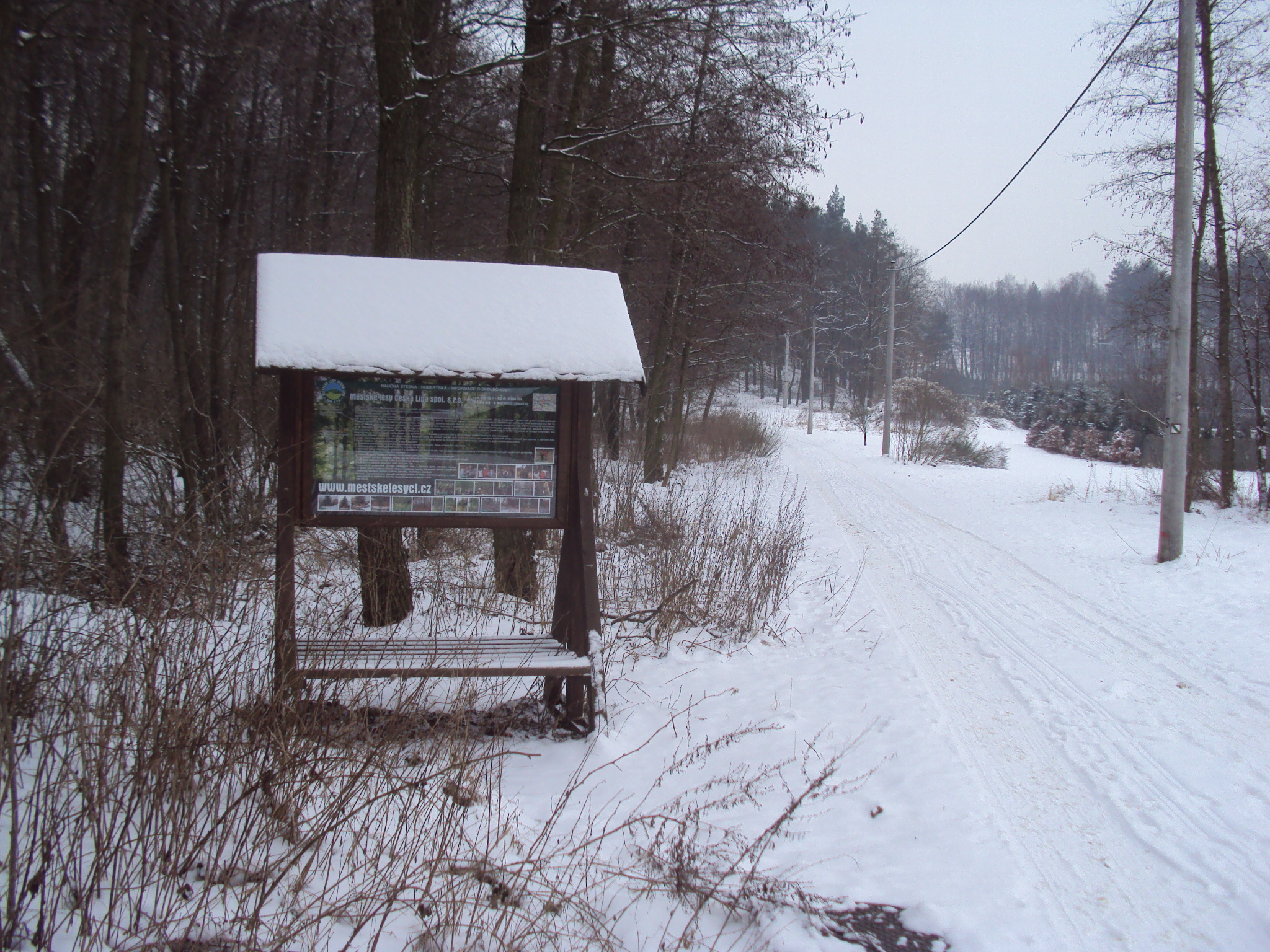
Část stezky v zimě.

Hubertova naučná stezka byla vytvořena Městskými lesy Česká Lípa na jihovýchodním okraji města Česká Lípa, jeho čtvrti Svárov, v tamním příměstském lese při vršku Rasova hůrka (291 m n. m.). V seznamu tras KČT má číslo 8023.

## Základní údaje o Svárovu
V jihovýchodní části města je starší čtvrť Svárov, od centra České Lípy oddělená říčkou Ploučnicí. Na starší zástavbu se napojují ulice s mnoha vilkami, rodinnými domky. Na okraji je jednak nevysoký kopec Hůrka, dále městské lesy a louky. Do čtvrtě zajíždí řada autobusových linek MHD a až na silnici poblíž naučné stezky (rok 2015) linky 208, 209 a 218. Silnice pokračuje směr Žizníkov a Vlčí Důl, tedy obce patřící též pod Českou Lípu. Přes Svárov byly dříve vedeny i železniční tratě, dnes jsou zrušeny. Je zde škola, menší obchody, restaurace, drobné provozovny. Poblíž Ploučnice je větší továrna Narex Česká Lípa (už s jiným názvem) vyrábějící vrtačky, brusky a jiné drobné elektrické spotřebiče a také je zde vedena cyklostezka Vlčí Důl po tělesu zrušené železniční trati. Druhou ze stezek ze Svárova je stezka  Hubertova.

## Popis naučné stezky
Hubertova stezka začíná na okraji Svárova za poslední ulicí s domky, u zastávky MHD, před zahrádkářskou kolonií. Odbočka z hlavní silnice k Žízníkovu, kudy vede červeně značená trasa pro pěší turisty je vyznačena směrovou šipkou. Okruh je vyznačen na mapě KČT č. 15 z roku 2008. Zhruba 250 metrů od silnice oválný, 2 km dlouhý okruh lokalitou se jménem Rasova Hůrka začíná, je jedno, kterou stranou se turisté vydají. Převýšení na trase je do 10 metrů. Cesty jsou široké, rovné, okruh je možné projet i s kočárkem, na běžkách.
Informační tabule jsou ve zcela stejném provedení, jako má českolipská Naučná stezka Špičák na jiném z městských lesů. Ani zdejší nejsou očíslované, je jich však mnoho a mnoho je i nabízených informací o zdejším lese a lesích i myslivosti všeobecně. Některé tabule mají v textu název naučné stezky Hubertka, jiné Hubertská a jiné Hubertova. Mnoho tabulí vyplňují obrázky hub, stromů, zvěře. Trasa je vybavena řadou odpočívadel s lavičkami, vyznačena dřevěnými šipkami s nápisy a také odpovídajícím stylem značek Klubu českých turistů pro naučné stezky. Zde půlený, zelenobílý čtverec.
Zhruba v nejvzdálenějším bodu naučné stezky (od počátku, resp. od parkoviště) se nachází jezírko „Hříšná Milada“, ke kterému se váže pověst o stejnojmenné postavě (sepsána na informační tabuli), kolem jezírka je bezpečnostní oplocení. U jezírka je vybudován srub „Fešák Hubert“, u kterého jsou dva stoly s lavicemi. Srub slouží jako základna pro školní návštěvy s ekologickou výchovou. U cesty se ve stejném místě dále nachází velký „Tomešův krmelec“ a posed „Pod Chlumským vrchem“, které též slouží k výukovým účelům. Všechny objekty jsou majetkem Lesů České republiky. V okolním prostoru jsou čtyři oplocenky, v roce 2018 s již přerostlými mladými stromky.

## Galerie

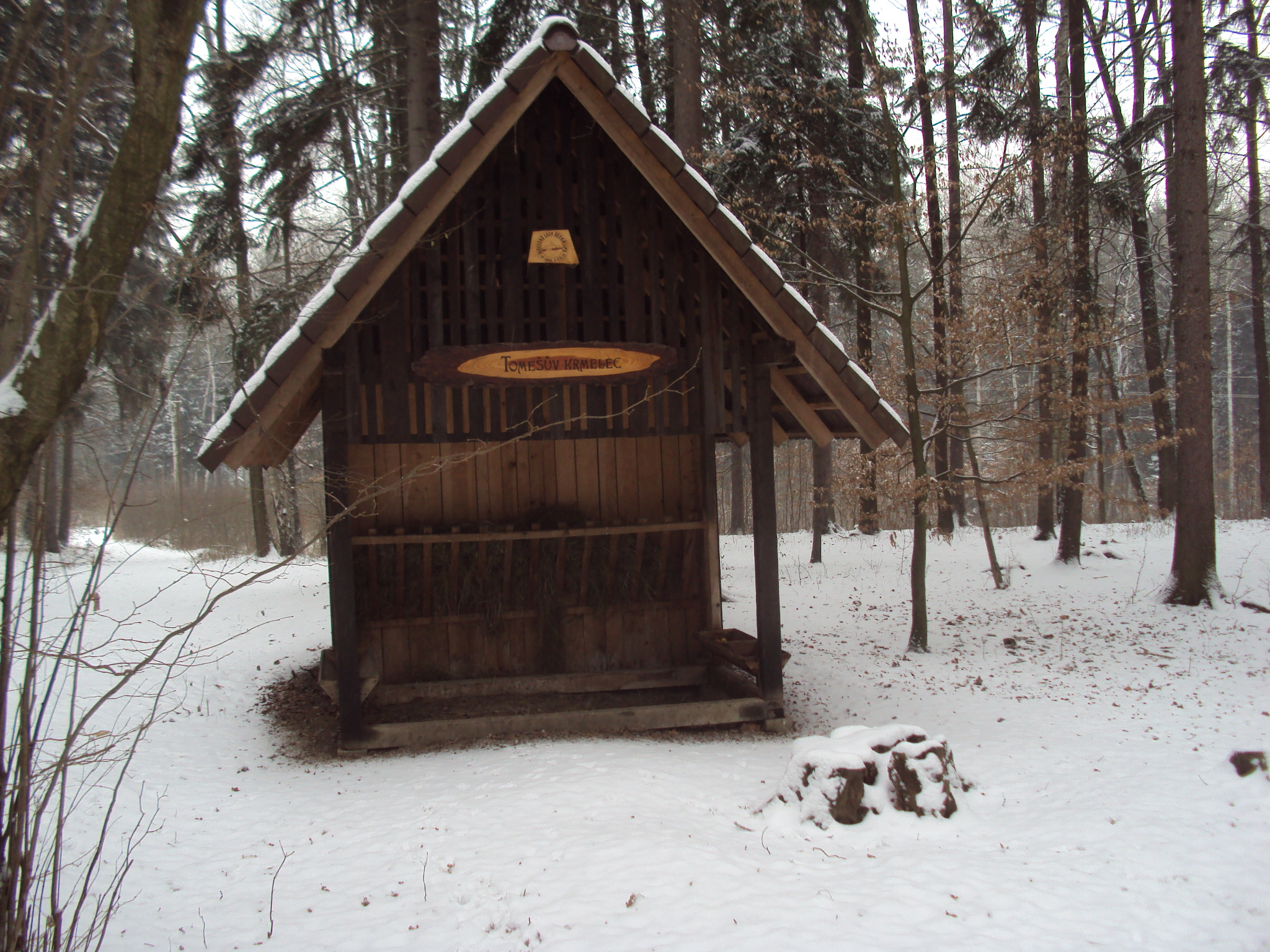
Tomešův krmelec.
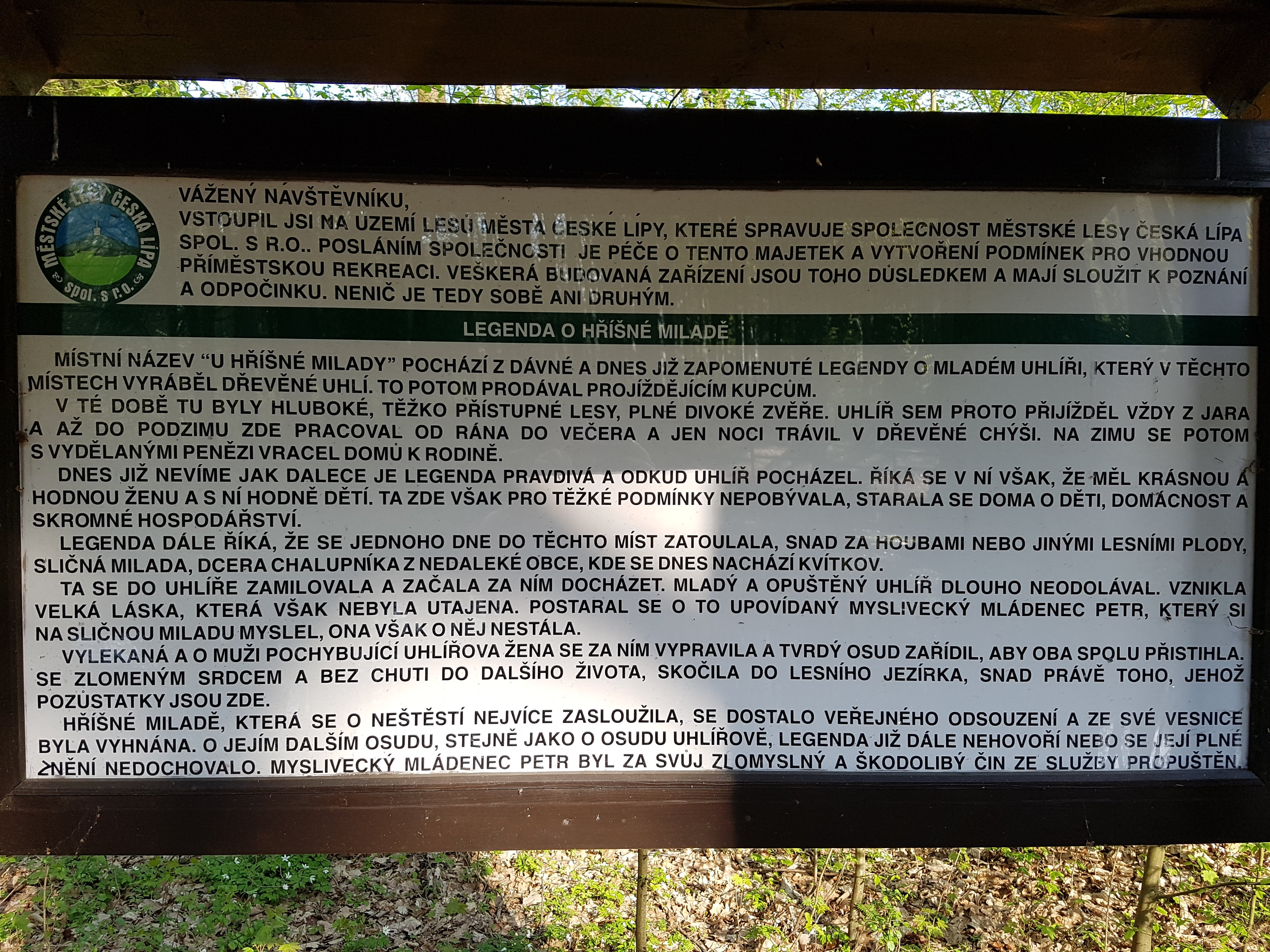
Informační tabule s pověstí o Hříšné Miladě, po které je pojmenováno jezírko u srubu Fešák Hubert.
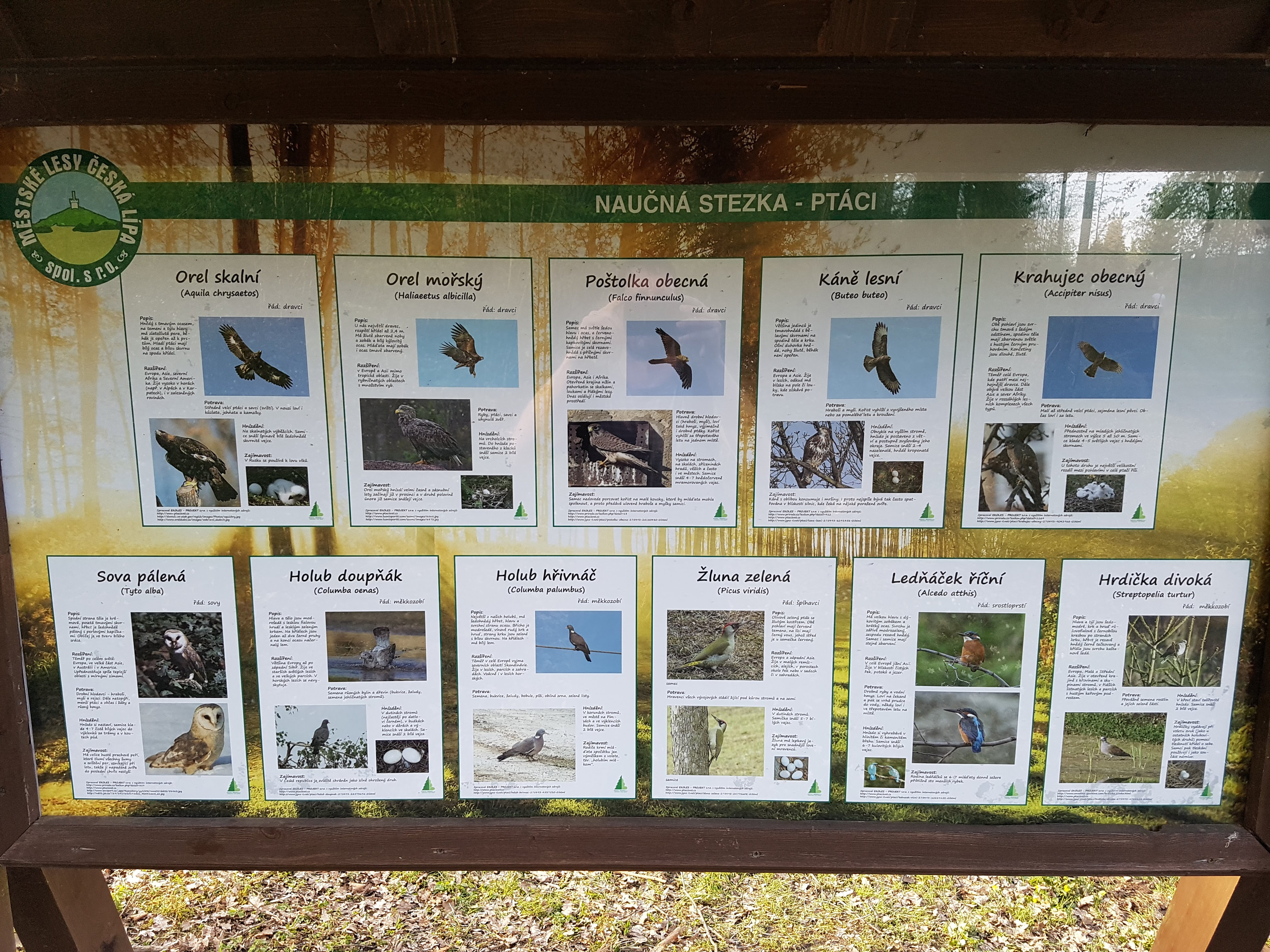
Informační tabule u naučné Hubertovy stezky (draví ptáci).
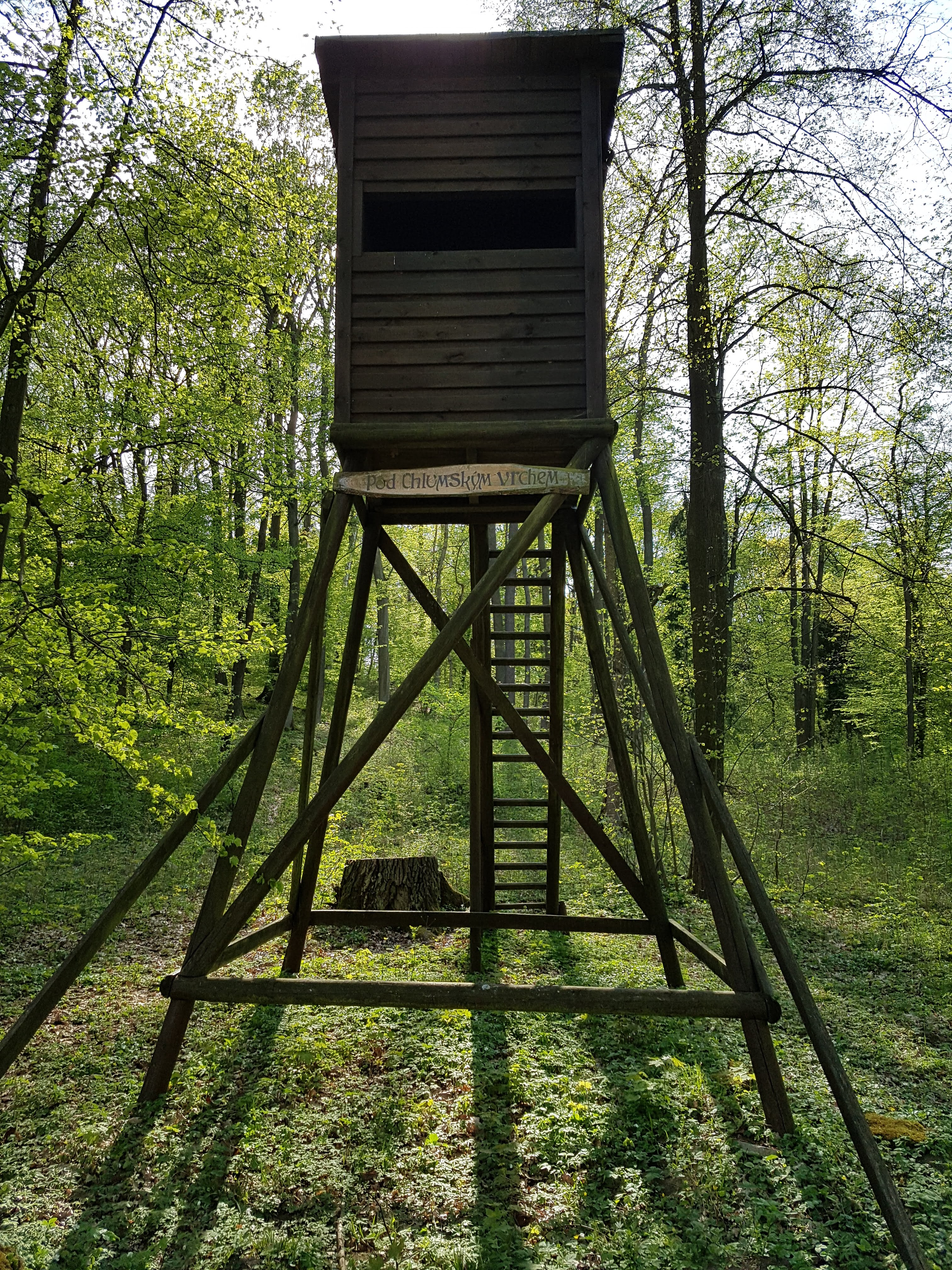
Posed u jezírka Hříšná Milada, určen pro ekologickou výuku.
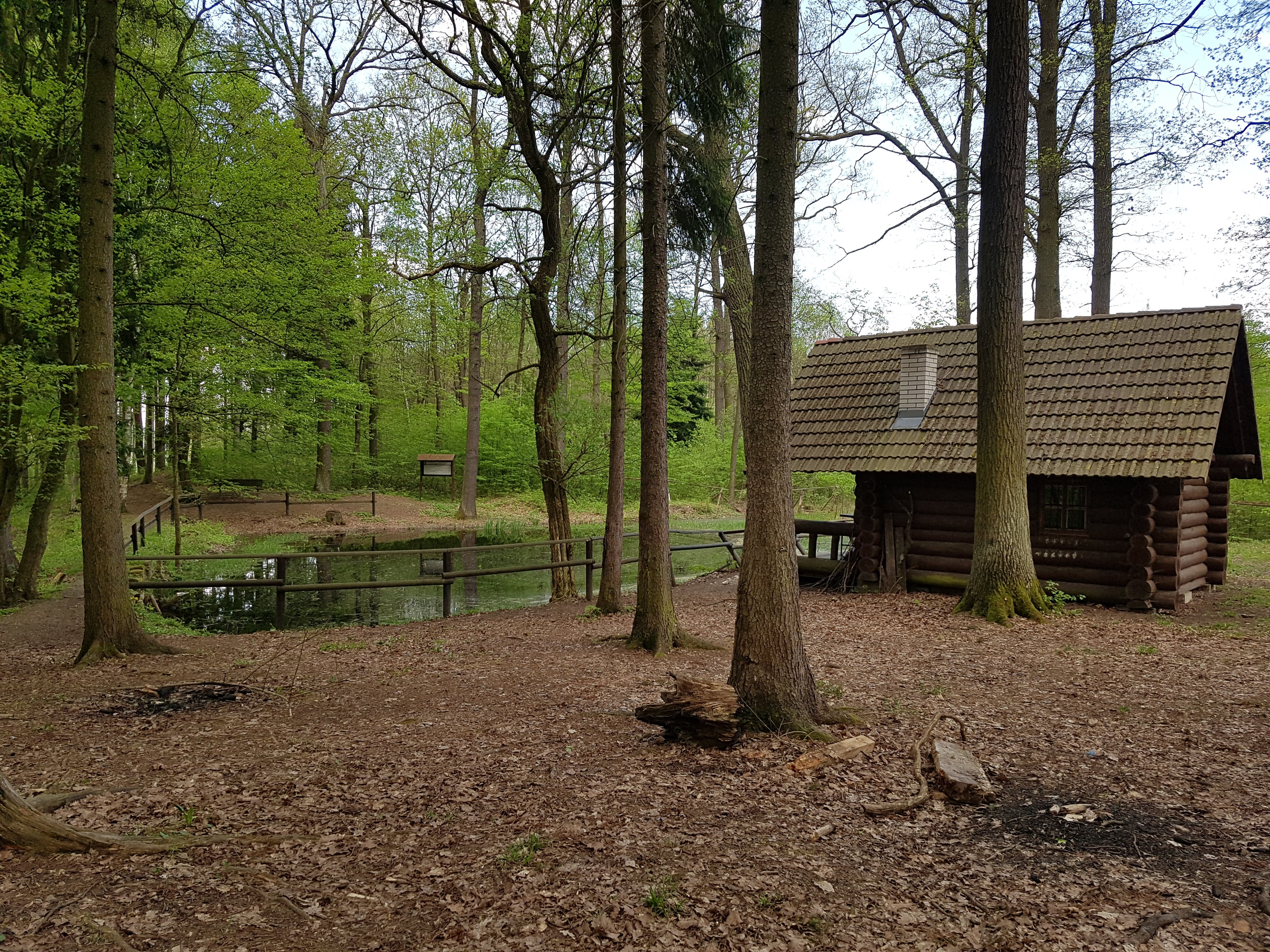
Tomešův krmelec na naučné Hubertově stezce.
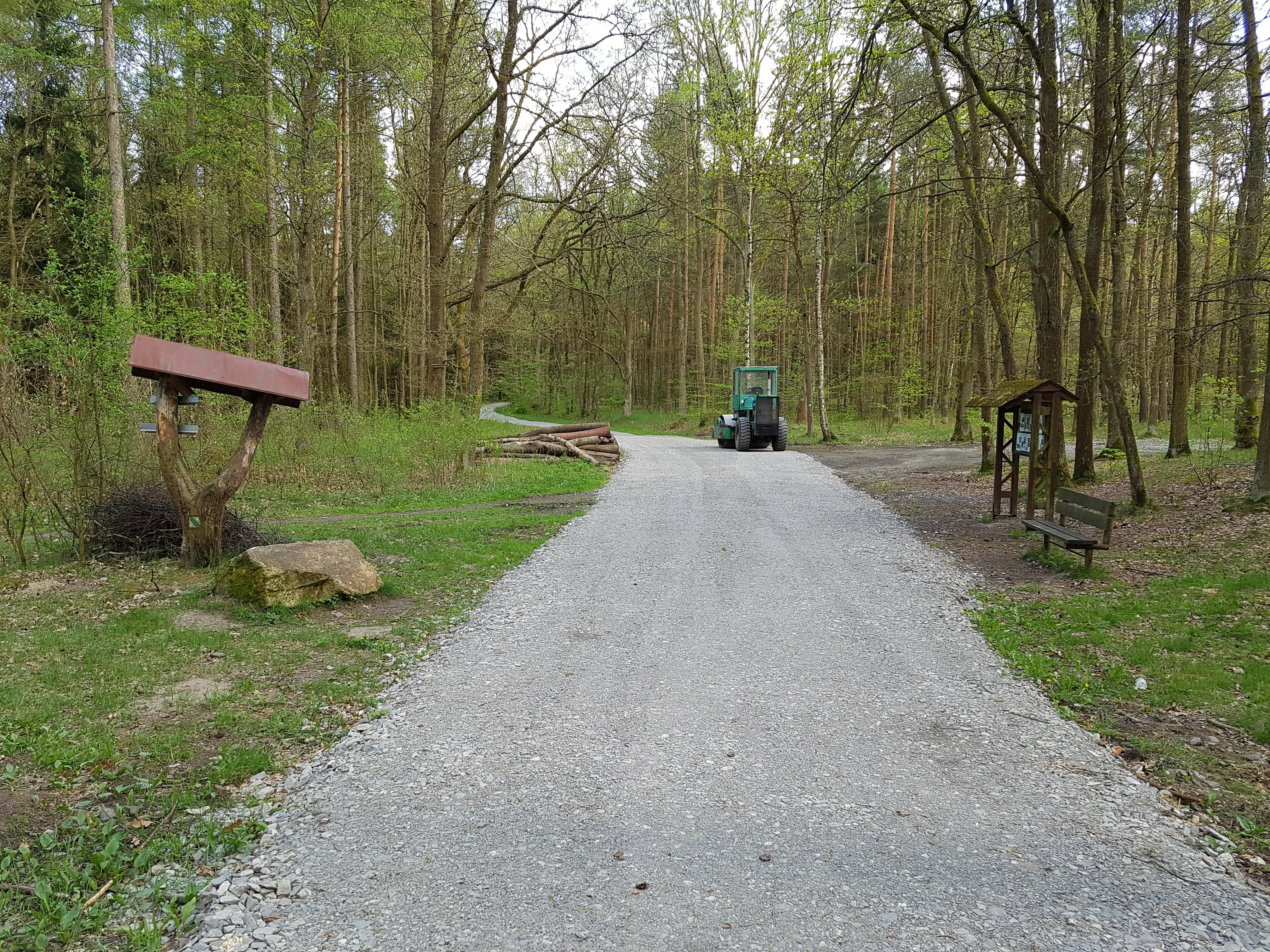
Cesta s rozcestím naučné Hubertovy stezky.
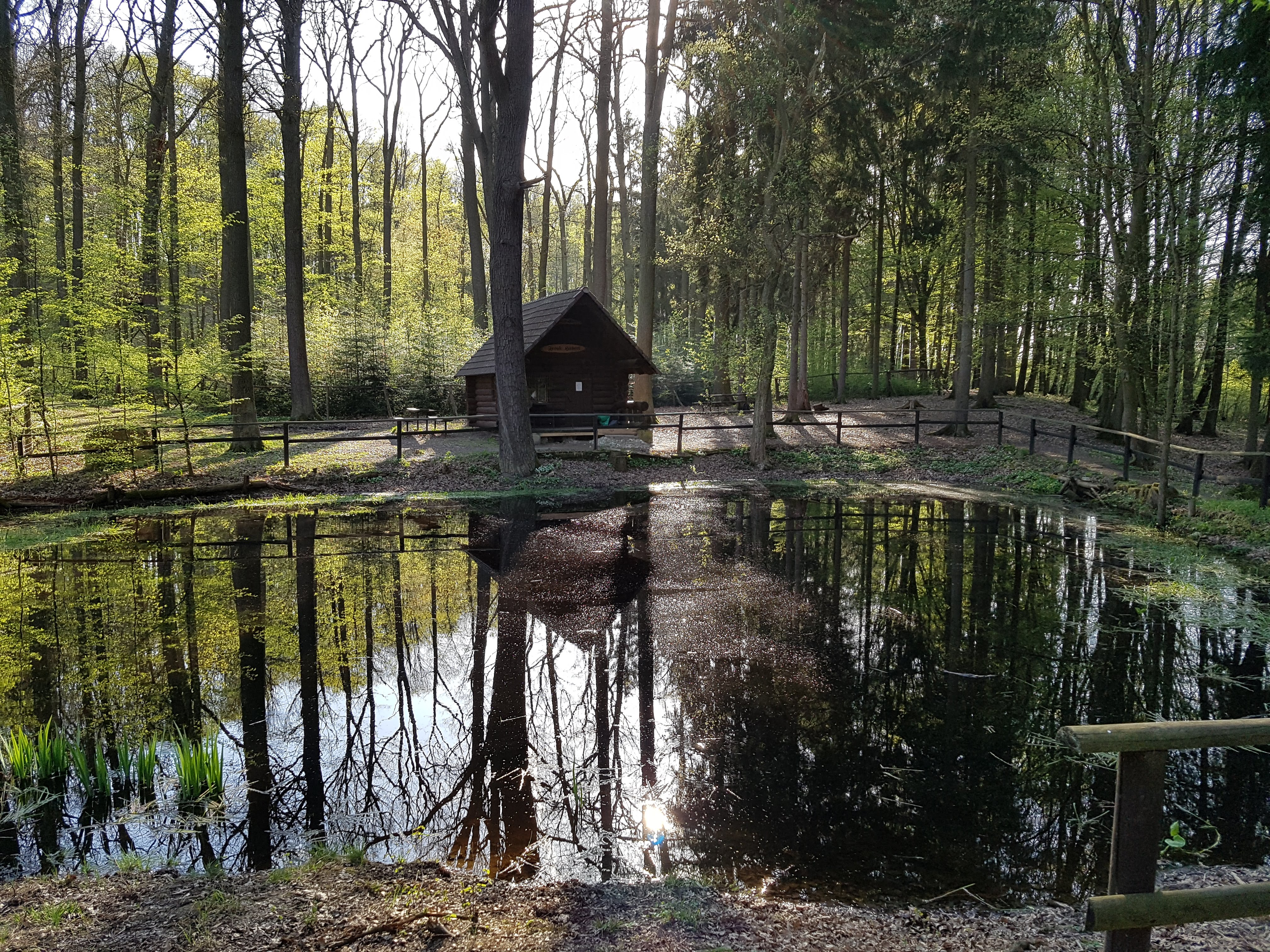
Jezírko Hříšná Milada se srubem Fešák Hubert.